# Caenopsylla eremita
Caenopsylla eremita är en loppart som beskrevs av Beaucournu et Kowalski 1985. Caenopsylla eremita ingår i släktet Caenopsylla och familjen smågnagarloppor. Inga underarter finns listade i Catalogue of Life.